# Prêmio Angelo Agostini
Prêmio Angelo Agostini (deutsch Angelo-Agostini-Preis) ist der traditionsreichste Comic-Preis in Brasilien. Er wurde 1985 von der Associação dos Quadrinhistas e Caricaturistas do Estado de São Paulo (AQC-ESP) gegründet, die die Veranstaltung heute noch organisiert. Der Name des Preises ist eine Hommage an Angelo Agostini, der als Pionier der brasilianischen Comics gilt.
In seinem ersten Jahr hatte der Prêmio Angelo Agostini nur die Kategorie „Mestre do quadrinho nacional“ („Meister der nationalen Comics“), um brasilianische Comic-Profis hervorzuheben, die mindestens 25 Jahre lang mit Comics gearbeitet hatten. Im folgenden Jahr begannen die Organisatoren, ihre Kategorien um Auszeichnungen für Zeichner, Autor und Neue Veröffentlichung.
Derzeit (2019) hat der Preis zehn Kategorien, darunter die Jayme-Cortez-Trophäe, die nach dem luso-brasilianischen Comic-Künstler Jayme Cortez benannt ist, die große Beiträge zu brasilianischen Comics belohnen soll und Organisationen wie Ensembles, Events oder Künstlern verliehen werden kann.
Die Gewinner des Prêmio Angelo Agostini werden im Jahr vor der Preisverleihung von AQC-ESP auf der Basis brasilianischer Comic-Produktion ausgewählt.

## Aktuelle Kategorien
- Meister der nationalen Comics (seit 1985)
- Zeichner (seit 1986)
- Autor (seit 1986)
- Neue Veröffentlichung (seit 1986)
- Jayme-Cortez-Trophäe (seit 1988)
- Fanzine (seit 1993)
- Cartoonist (seit 2003)
- Neue unabhängige Veröffentlichung (seit 2011)
- Webcomic (seit 2015)
- Coloristen (seit 2019)